# Prêmio Bressa

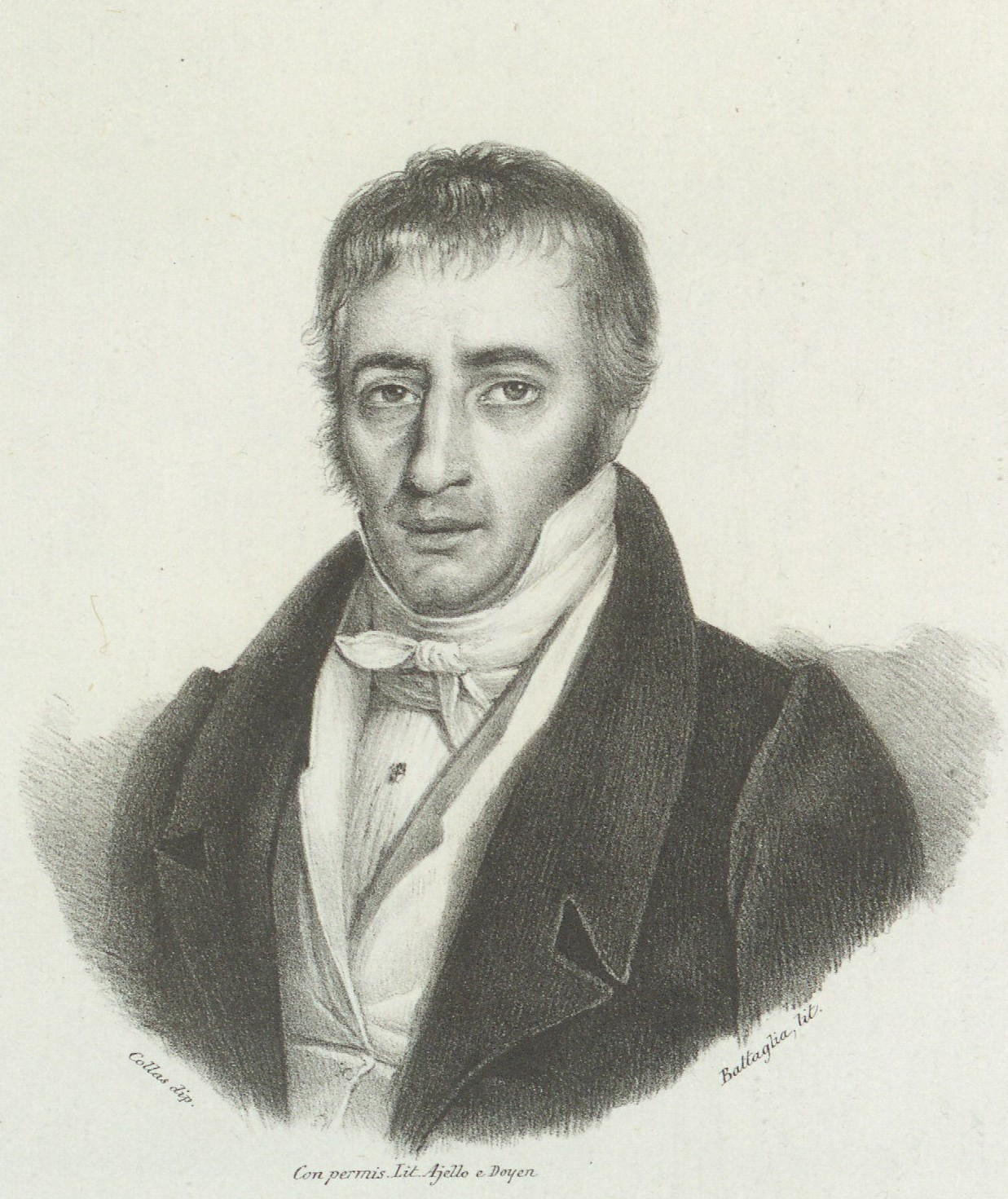
Cesare Bressa, c. 1833-1838

O Prêmio Bressa (em italiano:  Premio Bressa) foi um prêmio da Academia de Ciências de Turim instituído em 1836 através de uma doação do médico Cesare Bressa. Foi alternadamente nacional e internacional, reservado em sistema rotativo na ordem das disciplinas: química, fisiologia, física, geologia, matemática, patologia, história, estatística, geografia.
O primeiro a receber o prêmio foi Charles Darwin, por seus estudos sobre botânica. Foi concedido a última vez em 2006.
Inicialmente o prêmio foi concedido em reconhecimento às descobertas no quatriênio anterior à data de premiação.

## Recipientes
- 1879: Charles Darwin (1875-78)
- 1881: Luigi Maria d'Albertis (1877-80)
- 1883: Hormuzd Rassam (1879-82)
- 1885: Pasquale Villari (1881-84)
- 1887: Louis Pasteur (1883-86)
- 1889: Domenico Comparetti (1885-88)
- 1891: Heinrich Hertz (1887-90)
- 1893: Angelo Battelli (1889-92)
- 1895: John William Strutt (1891-94)
- 1897: Giuseppe Pitrè (1893-96)
- 1899: Ernst Haeckel (1895-98)
- 1901: Rodolfo Lanciani (1897-1900)
- 1903: Luís Amadeu, Duque dos Abruzos (1899-02)
- 1905: Carlo Alfonso Nallino (1901-04)
- 1907: Ernest Rutherford (1903-06)
- 1909: Ernesto Schiaparelli (1905-08)
- 1911: Richard Martin Willstätter (1907-10)
- 1913: Vittorio Fiorini (1909-12)
- 1915: Antonio Berlese (1911-14)
- 1917: Paolo Orsi (1913-16)
- 1919: Filippo De Filippi (1916-18)
- 1921: Filippo De Filippi (1917-20)
- 1923: Francesco Vercelli (1919-22)
- 1925: Gian Alberto Blanc (1921-24)
- 1927: Alberto DE Agostini (1923-26)
- 1929: Luigi Boggiano-Pico (1925-28)
- 1933: Oliviero Olivo (1929-32)
- 1935: Carlo Ferrari (1929-34)
- 1937: Leonida Tonelli (1933-36)
- 1939: Romolo Deaglio (1935-38)
- 1941: Placido Cicala (1937-40)
- 1943: Carlo Minelli (1939-42)
- 1973: Aldo Ghizzetti
- 1973: Leo Finzi
- 1997: Ezio Pelizzetti
- 2006: Luigi Luca Cavalli-Sforza